# Последняя ночь детства
«Последняя ночь детства» (азерб. Uşaqlığın son gecəsi) — художественный фильм азербайджанского режиссёра Арифа Бабаева, снятый в 1968 году на киностудии «Азербайджанфильм». Фильм снят по мотивам одноименного рассказа Максуда Ибрагимбекова, опубликованного в том же году. Премьера фильма состоялась 26 января 1970 года в Москве.

## Сюжет
Мурад и Рустам являются двоюродными братьями. Мурад только окончил школу. Однако поступить в институт ему не удалось. Рустам же, только окончивший институт, работает прорабом на мясокомбинате. Он устраивает Мурада туда обычным рабочим. Но вскоре выясняется, что на мясокомбинате не всё гладко. Дело в том, что прораб ночной смены Руфат тайно по ночам крадёт со своими сообщниками мясо. Однажды ночью Мурад видит это. Но Руфат угрожает Мураду и тот обещает никому не рассказывать. Вскоре Рустама назначают на должность начальника ночной смены. Руфат понимает, что такая замена может всё им испортить. Тогда он прибегает к помощи своей сообщницы Эли. Зная, что Рустам испытывает к ней чувства, он просит её украсть у Рустама ключи от склада. Однако, Мурад рассказывает всё Рустаму. Они застают Руфата на месте преступления…

## В ролях
| Актёр               | Роль           |
| ------------------- | -------------- |
| Энвер Гасанов       | Мурад          |
| Сиявуш Шафиев       | Рустам         |
| Тофик Мирзоев       | Руфат          |
| Меги Кежерадзе      | Эля            |
| Атая Алиева         | Мансура        |
| Тореханым Зейналова | бабушка        |
| Алекпер Сейфи       | Исмаил         |
| Мамедсадых Нуриев   | Давуд          |
| Хосров Абдуллаев    | Меджнун        |
| Мелик Дадашев       | Нагиев         |
| Мухтар Маниев       | Таир           |
| Горхмаз Атакишиев   | Заур           |
| Юсиф Велиев         | Старший прораб |
| Инсаф Мамедова      | Севда          |
| Самандар Рзаев      | милиционер     |

## Награды
В 1969 году на III кинофестивале республик Закавказья и Украины в Киеве фильм отмечен как лучший для детей и юношества. Также были вручены дипломы: актёру Анвару Гасанову и композитору Поладу Бюльбюль-оглы (за лучшее музыкальное оформление фильма).

## Интересные факты
- Фильм является первой актёрской работой народного артиста Азербайджана Самандара Рзаева (один из двух милиционеров в самом начале фильма)[3].
- По словам народного артиста Азербайджана Анвара Гасанова, многие зрители запомнили его именно по роли Мурада из этого фильма, хотя это третий фильм с участием киноактёра[4].